# Movimento oculare
Per movimento oculare si intende il movimento degli occhi all'interno delle orbite. Questi movimenti sono controllati da una serie complessa di muscoli oculari che permettono agli occhi di muoversi in varie direzioni e di focalizzare oggetti di interesse.
Ci sono diversi tipi di movimenti oculari che servono a scopi diversi:
1. Saccadici: I movimenti saccadici sono rapidi movimenti volontari degli occhi da un punto all'altro. Sono utilizzati per spostare rapidamente il nostro sguardo da un oggetto all'altro nell'ambiente circostante.
2. Movimenti di inseguimento: Questi movimenti sono più lenti e fluidi e sono utilizzati per seguire oggetti in movimento. Ad esempio, seguire una pallina in movimento durante una partita di tennis.
3. Movimenti di convergenza: Coinvolgono la rotazione degli occhi verso l'interno per focalizzare un oggetto che si avvicina a noi. Questo accade quando guardiamo un oggetto vicino.
4. Movimenti di divergenza: Sono il contrario dei movimenti di convergenza, coinvolgendo la rotazione degli occhi verso l'esterno quando ci distacchiamo da un oggetto ravvicinato.
5. Movimenti di fissazione: Si riferiscono al mantenimento dello sguardo su un oggetto statico per un periodo di tempo prolungato.

Questi movimenti oculari sono controllati dal sistema visivo e dal cervello, che riceve e integra informazioni visive provenienti dagli occhi per regolare il movimento oculare in risposta ai cambiamenti nell'ambiente visivo e alle richieste cognitive. I movimenti oculari possono essere studiati per valutare diverse funzioni cognitive e processi neurali, e sono utilizzati in ambiti come la neuropsicologia, l'oftalmologia, la ricerca sull'attenzione e la percezione visiva, e la tecnologia degli occhi.